# 刘希文
刘希文（1916年—2003年12月29日），男，奉天（今辽宁）铁岭人，中国政治人物，曾任对外贸易部副部长，第六、七届全国政协委员。